# Volkmarsen (Volkmarsen)
Volkmarsen ist der namensgebende Ortsteil der Stadt Volkmarsen im nordhessischen Landkreis Waldeck-Frankenberg.

## Geografie

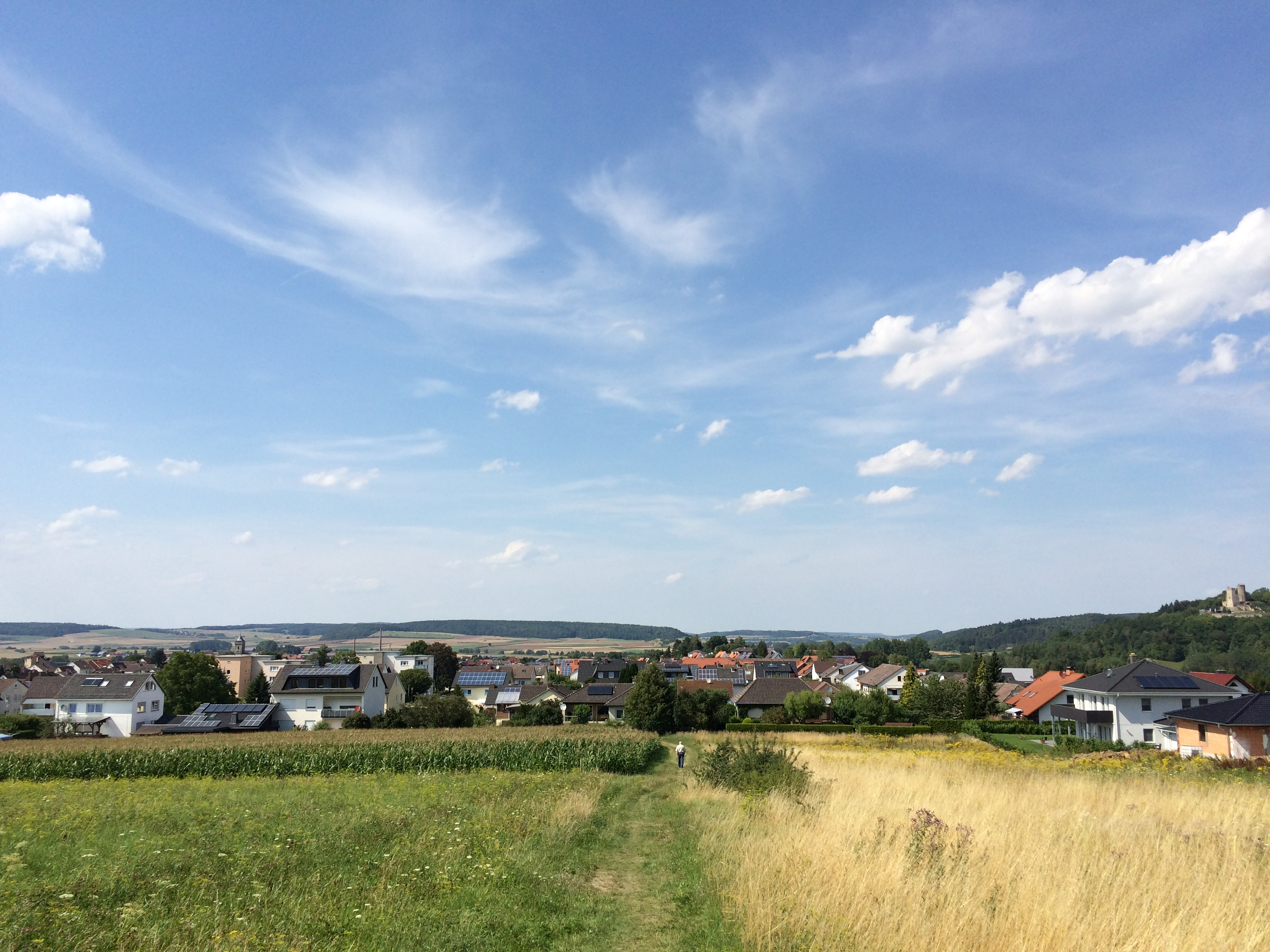
Volkmarsen und Kugelsburg

Volkmarsen liegt in Nordhessen rund 28 km (Luftlinie) westnordwestlich von Kassel am Nordrand des Waldecker Tafellands und an dessen Abflachung zum Diemeltal hin. Der Naturpark Habichtswald befindet sich östlich der Stadt.
Durchflossen bzw. tangiert wird Volkmarsen vom Diemel-Zufluss Twiste im Westen, in die südwestlich der Kernstadt die Watter und nördlich die Wande und die östlich verlaufende Erpe münden. Neun Bäche durchziehen die Gemarkung, ehe ihr Wasser über die Twiste in die Diemel geführt wird. Ein von der Twiste abgeleiteter Kanal als zusätzlicher Schutz vor den Stadtmauern ist noch heute im Westbereich der Altstadt als „Mühlengraben“ zu sehen.
Im Bereich der Gemarkung von Volkmarsen sind folgende bestehende oder ehemalige Siedlungsbereiche bekannt:
- Almern
- Benfeld
- Bopfeld
- Forste
- Judenwarte
- Mederich
- Sauerbrunnen
- Scheidwarte
- Vogelsangsmühle
- Volkmarsen
- Wetter
- Wittmar
- Ziegelei

## Geschichte

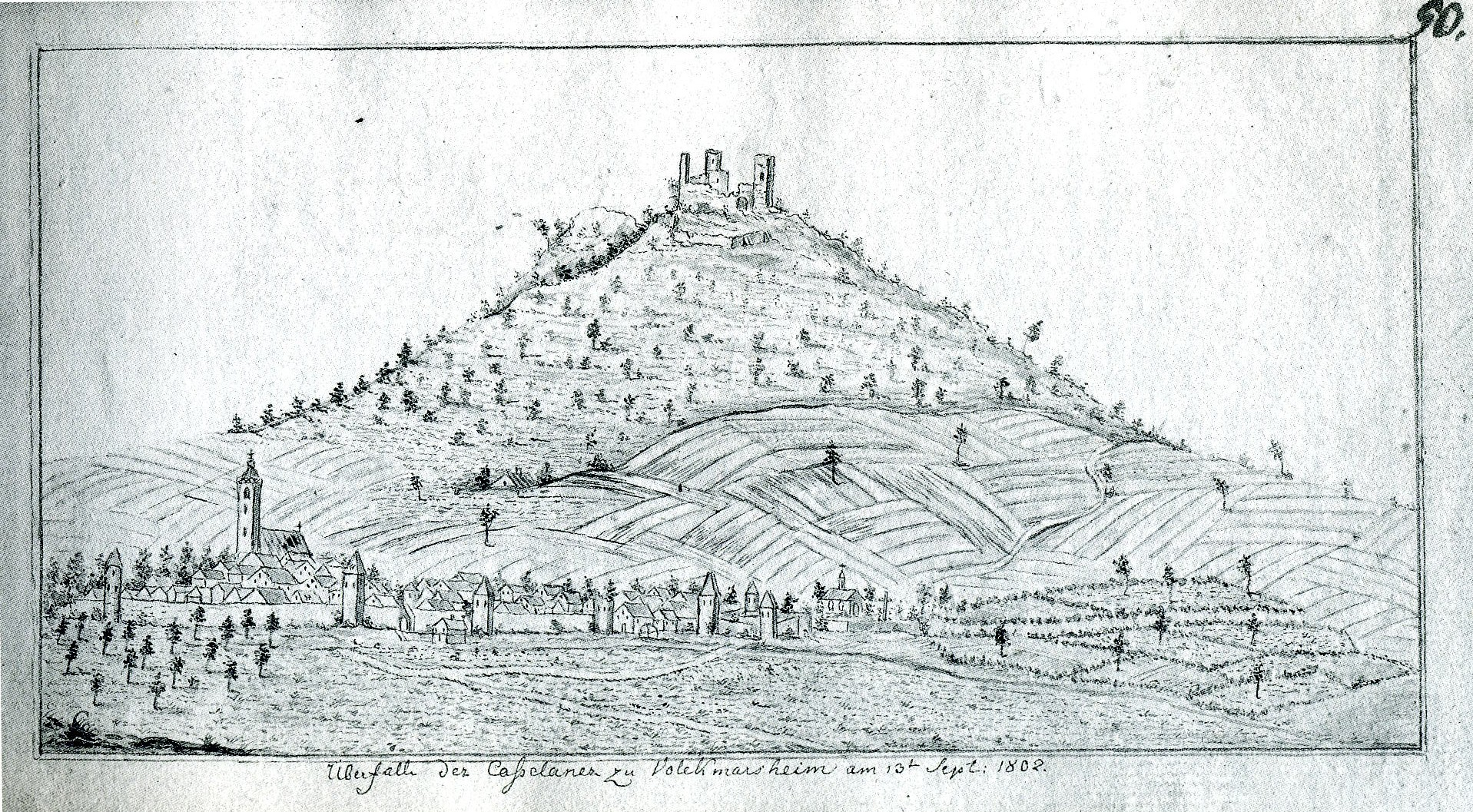
Stadt mit Burgruine um 1800

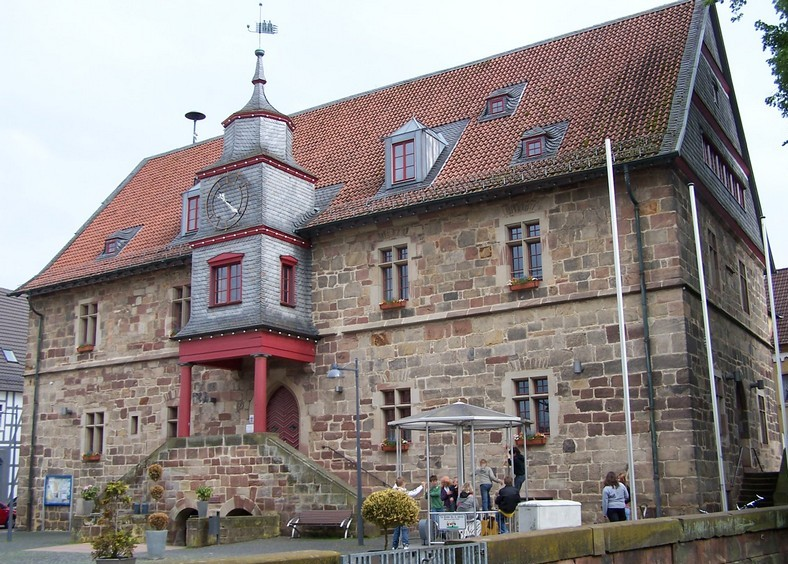
Rathaus

### Ortsname
Im Verlauf der Geschichte wurde der Ortsname in verschiedenen Schreibweisen erwähnt:
- Volkmaressen (1155) [Westfälisches Urkundenbuch 5,1: Papsturkunden Westfalens bis zum Jahre 1304, S. 37 Nr. 104]
- Volcmarsen (1162) [Abschrift 17. Jahrhundert Westfälisches Urkundenbuch 5,1: Papsturkunden Westfalens bis zum Jahre 1304, S. 45–47, Nr. 123]
- Volcmarssen (1184) [Abschrift 16. Jahrhundert Westfälisches Urkundenbuch 5,1: Papsturkunden Westfalens bis zum Jahre 1304, S. 58–60, Nr. 145]
- Volkmersen, in (1190–1205) [Regesta historiae Westfaliae 2: 1126–1200, Urkundenbuch, S. 214–215, Nr. 508]
- Wolcmergensis, in (13. Jahrhundert) [Verzeichnis von Zehnt-Einkünften der Abtei Corvey, in: Liber vitae der Abtei Corvey, Bd. 1, S. 113, i.5]
- Volcmerressen, de (1233) [Westfälisches Urkundenbuch 4.1, S. 145–146, Nr. 219]
- Wolcmersen, de (1233) [Westfälisches Urkundenbuch 4.1, S. 149, Nr. 224]
- Volcmarsen, in (1240) [Westfälisches Urkundenbuch 4.1, S. 199–200, Nr. 300]
- Volkershem, in (1252) [Spilcker, Geschichte der Grafen von Everstein und ihrer Besitzungen, Urkundenbuch, S. 100–102, Nr. 96]
- Volchmersen, in (1257) [Urkunden Kloster Hardehausen, S. 162–163, Nr. 172]
- Volcmersen (1266) [Urkunden Kloster Wormeln, S. 46–47, Nr. 9]
- Volcmershem (1303) [Regesten der Erzbischöfe von Köln 3, S. 311, Nr. 3923]
- Volckmarsen (1297–1304) [Regesten der Erzbischöfe von Köln 3, S. 320, Nr. 3970]
- Volcersenn (1317) [F. Varnhagen, Beiträge zur Geschichte der Grafen von Everstein und deren Besitzungen, in: Archiv für Geschichte und Alterthumskunde Westphalens 2 (1828), S. 150–151]
- Volcmersen, in (1329) [Urkunden Kloster Hardehausen, S. 479–480, Nr. 654]
- Volmarsz, iuxta (1332–1344) [Urkunden zur Geschichte der Fürstenthümer Waldeck und Pyrmont, bearb. von Louis Curtze, o. J., Exemplar in der Dienstbibliothek des Hessischen Staatsarchivs Marburg, S. 39–50, Nr. 31, hier S. 40–41]
- Voltmerssen (1370–1376) [Conrad, Kopiar- und Urbarüberlieferung Kloster Hardehausen, S. 116]
- Folckmessen (1708/10) [Schleenstein, Landesaufnahme, Karte Nr. 2]
- Volckemissen (1733) [HStAD Bestand P 23 Nr. 56]

### Mittelalter und frühe Neuzeit
Volkmarsen wurde im Jahre 1155 erstmals urkundlich in einer Corveyer Zehntliste erwähnt. In einem Schutzbrief von Papst Gregor IX. wurde Volkmarsen 1233 erstmals als Stadt bezeichnet. 1304 verpfändete das Kloster Corvey eine Hälfte der Stadt und der Kugelsburg an den Erzbischof von Köln; die zweite Hälfte erwarb sein Nachfolger im Jahr 1440. Seit 1507 gehörten die Stadt und die Burg zum Herzogtum Westfalen, nachdem das Kloster Corvey auf seine Rechte auf Rückerwerb verzichtet hatte.
Während des Dreißigjährigen Kriegs wurde die Besatzung der Kugelsburg und der Stadt Volkmarsen 1622 zunächst von bayrischen Söldnern zum Schutz gegen Christian von Braunschweig-Wolfenbüttel, den „Tollen Christian“, verstärkt. Nach dessen Niederlage zogen kaiserliche Truppen ein. 1632 erfolgte die Eroberung durch Hessen, die in Plünderung und Brandschatzung der Stadt und Zerstörung der Befestigungen gipfelte.
1802 okkupierte Hessen-Darmstadt das Herzogtum Westfalen. Dabei kam es fast zum bewaffneten Konflikt, als sich Truppen von Hessen-Darmstadt und von Hessen-Kassel um den Besitz der Stadt stritten. Gleichzeitig erhob Erbprinz Wilhelm von Nassau-Oranien als neu eingesetzter Fürst von Nassau-Oranien-Fulda Ansprüche auf die Stadt. Zunächst konnte sich Hessen-Darmstadt durchsetzen, bis 1806 besagter Erbprinz die Stadt erhielt, die aber schon ein Jahr später zum napoleonischen Königreich Westphalen kam und zum Sitz des sogenannten Cantons Volckmarsen wurde. Nach dem Wiener Kongress 1814 erhielt Preußen die Stadt, trat sie aber 1817 an Kurhessen ab. 1866 wurde der Ort dann wieder preußisch, als Kurhessen von Preußen annektiert wurde. Seit 1945 gehört die Stadt zum Land Hessen.

### Gebietsreform
Im Rahmen der Gebietsreform in Hessen kam Volkmarsen am 1. August 1972 aus dem damaligen Landkreis Wolfhagen zum Landkreis Waldeck und gehört seit dem 1. Januar 1974 zum Landkreis Waldeck-Frankenberg.
Am 1. Februar 1971 wurde die bis dahin selbständige Gemeinde Ehringen, die ebenfalls dem Landkreis Wolfhagen angehörte, eingegliedert. Am 1. August 1972 kamen Herbsen, Hörle, Külte und Lütersheim (alle im Landkreis Waldeck) kraft Landesgesetz hinzu.

### Staats- und Verwaltungsgeschichte im Überblick
Die folgende Liste zeigt die Staaten und Verwaltungseinheiten, denen Volkmarsen angehört(e):
- 1339 und später: Heiliges Römisches Reich, Erzstift Köln, Herzogtum Westfalen, Amt Kogelnberg-Volkmarsen
- 1789: Heiliges Römisches Reich, Kurfürstentum Köln, Herzogtum Westfalen, Amt Volkmarsen
- ab 1803  Heiliges Römisches Reich, Landgrafschaft Hessen-Darmstadt, Fürstentum Corvey, Amt Volkmarsen
- ab 1806: Oranien-Nassau-Corvey, Fürstentum Corvey, Amt Volkmarsen
- 1807–1813: Königreich Westphalen, Departement der Fulda, Distrikt Kassel, Kanton Volkmarsen
- ab 1814: Königreich Preußen, Amt Volkmarsen
- ab 1817: Kurfürstentum Hessen, Niederhessen, Amt Wolfhagen
- ab 1821: Kurfürstentum Hessen, Provinz Niederhessen, Kreis Wolfhagen[Anm. 1]
- ab 1848: Kurfürstentum Hessen, Bezirk Kassel
- ab 1851: Kurfürstentum Hessen, Provinz Niederhessen, Kreis Wolfhagen
- ab 1867: Königreich Preußen, Provinz Hessen-Nassau, Regierungsbezirk Kassel, Kreis Wolfhagen
- ab 1871: Deutsches Reich,  Königreich Preußen, Provinz Hessen-Nassau, Regierungsbezirk Kassel, Kreis Wolfhagen
- ab 1918: Deutsches Reich, Freistaat Preußen, Provinz Hessen-Nassau, Regierungsbezirk Kassel, Kreis Wolfhagen
- ab 1944: Deutsches Reich, Freistaat Preußen, Provinz Kurhessen, Landkreis Wolfhagen
- ab 1945: Amerikanische Besatzungszone, Groß-Hessen, Regierungsbezirk Kassel, Landkreis Wolfhagen
- ab 1946: Amerikanische Besatzungszone, Hessen, Regierungsbezirk Kassel, Landkreis Wolfhagen
- ab 1949: Bundesrepublik Deutschland, Hessen, Regierungsbezirk Kassel, Landkreis Wolfhagen
- ab 1972: Bundesrepublik Deutschland, Hessen, Regierungsbezirk Kassel, Landkreis Waldeck
- ab 1974: Bundesrepublik Deutschland, Hessen, Regierungsbezirk Kassel, Landkreis Waldeck-Frankenberg

### Bevölkerung

#### Einwohnerstruktur 2011
Nach den Erhebungen des Zensus 2011 lebten am Stichtag dem 9. Mai 2011 in der Kernstadt Volkmarsen 4398 Einwohner. Darunter waren 117 (2,7 %) Ausländer. Nach dem Lebensalter waren 885 Einwohner unter 18 Jahren, 1788 zwischen 18 und 49, 867 zwischen 50 und 64 und 855 Einwohner waren älter. Die Einwohner lebten in 1884 Haushalten. Davon waren 540 Singlehaushalte, 483 Paare ohne Kinder und 612 Paare mit Kindern, sowie 210 Alleinerziehende und 36 Wohngemeinschaften. In 375 Haushalten lebten ausschließlich Senioren/-innen und in 1266 Haushaltungen lebten keine Senioren/-innen.

#### Einwohnerentwicklung
| Kernstadt Volkmarsen: Einwohnerzahlen von 1834 bis 2019 | Kernstadt Volkmarsen: Einwohnerzahlen von 1834 bis 2019 | Kernstadt Volkmarsen: Einwohnerzahlen von 1834 bis 2019 | Kernstadt Volkmarsen: Einwohnerzahlen von 1834 bis 2019 | Kernstadt Volkmarsen: Einwohnerzahlen von 1834 bis 2019 |
| --- | ------------------------------------------------------- | ------------------------------------------------------- | ------------------------------------------------------- | ------------------------------------------------------- |
| Jahr |                                                         |                                                         |                                                         | Einwohner                                               |
| 1834 | 1834                                                    |                                                         | 2.830                                                   | 2.830                                                   |
| 1840 | 1840                                                    |                                                         | 2.818                                                   | 2.818                                                   |
| 1846 | 1846                                                    |                                                         | 2.922                                                   | 2.922                                                   |
| 1852 | 1852                                                    |                                                         | 2.906                                                   | 2.906                                                   |
| 1858 | 1858                                                    |                                                         | 2.717                                                   | 2.717                                                   |
| 1864 | 1864                                                    |                                                         | 2.730                                                   | 2.730                                                   |
| 1871 | 1871                                                    |                                                         | 2.468                                                   | 2.468                                                   |
| 1875 | 1875                                                    |                                                         | 2.316                                                   | 2.316                                                   |
| 1885 | 1885                                                    |                                                         | 2.246                                                   | 2.246                                                   |
| 1895 | 1895                                                    |                                                         | 2.491                                                   | 2.491                                                   |
| 1905 | 1905                                                    |                                                         | 2.220                                                   | 2.220                                                   |
| 1910 | 1910                                                    |                                                         | 2.214                                                   | 2.214                                                   |
| 1925 | 1925                                                    |                                                         | 2.230                                                   | 2.230                                                   |
| 1939 | 1939                                                    |                                                         | 2.696                                                   | 2.696                                                   |
| 1946 | 1946                                                    |                                                         | 4.001                                                   | 4.001                                                   |
| 1950 | 1950                                                    |                                                         | 4.306                                                   | 4.306                                                   |
| 1956 | 1956                                                    |                                                         | 4.040                                                   | 4.040                                                   |
| 1961 | 1961                                                    |                                                         | 3.829                                                   | 3.829                                                   |
| 1967 | 1967                                                    |                                                         | 3.996                                                   | 3.996                                                   |
| 1980 | 1980                                                    |                                                         | ?                                                       | ?                                                       |
| 1990 | 1990                                                    |                                                         | ?                                                       | ?                                                       |
| 2000 | 2000                                                    |                                                         | ?                                                       | ?                                                       |
| 2010 | 2010                                                    |                                                         | 4.435                                                   | 4.435                                                   |
| 2011 | 2011                                                    |                                                         | 4.398                                                   | 4.398                                                   |
| 2015 | 2015                                                    |                                                         | 4.483                                                   | 4.483                                                   |
| 2019 | 2019                                                    |                                                         | 4.541                                                   | 4.541                                                   |
| Datenquelle: Historisches Gemeindeverzeichnis für Hessen: Die Bevölkerung der Gemeinden 1834 bis 1967. Wiesbaden: Hessisches Statistisches Landesamt, 1968. Weitere Quellen: bis 1970; Stadt Volkmarsen; Zensus 2011 |                                                         |                                                         |                                                         |                                                         |

## Religion
Durch die Zugehörigkeit der Stadt zum Herzogtum Westfalen während und nach der Reformation blieb die katholische Konfession in der Kernstadt Volkmarsen vorherrschend. Die katholische Kirchengemeinde Volkmarsen ist seit 1821 dem Bistum Fulda zugeordnet.
Die evangelische Kirchgemeinde konnte Mitte des 19. Jahrhunderts ihre eigene Kirche errichten. Im August 2010 erhielt diese neue Bronzeglocken, deren Tonfolge b-des-es auf das Geläut der katholischen St. Marien-Kirche abgestimmt ist. Die evangelische Kirchgemeinde gehört seit 2008 dem Kirchenkreis Twiste-Eisenberg an.
Eine von Hobbyarchäologen entdeckte Schachtmikwe in einem Fachwerkgebäude im Steinweg belegt bereits für das ausgehende Mittelalter eine jüdische Gemeinde in Volkmarsen. Das Ritualbad konnte dendrochronologisch in das frühe 16. Jahrhundert datiert werden. Architektonische Elemente ordnen die Mikwe jedoch einem mittelalterlichen Bautyp zu. Die Volkmarsener Mikwe weist Parallelen zur Friedberger Mikwe auf.

### Historische Religionszugehörigkeit
| Quelle: Historisches Ortslexikon |                                                                                               |
| • 1885:                          | 252 evangelische (= 11,22 %), 1876 katholische (= 83,53 %), 118 jüdische (= 5,52 %) Einwohner |
| • 1961:                          | 937 evangelische (= 24,47 %), 2854 katholische (= 74,54 %) Einwohner                          |

## Aktuelle Daten und Fakten
Siehe Stadtgemeinde Volkmarsen